# Concilio de Seleucia-Ctesifonte

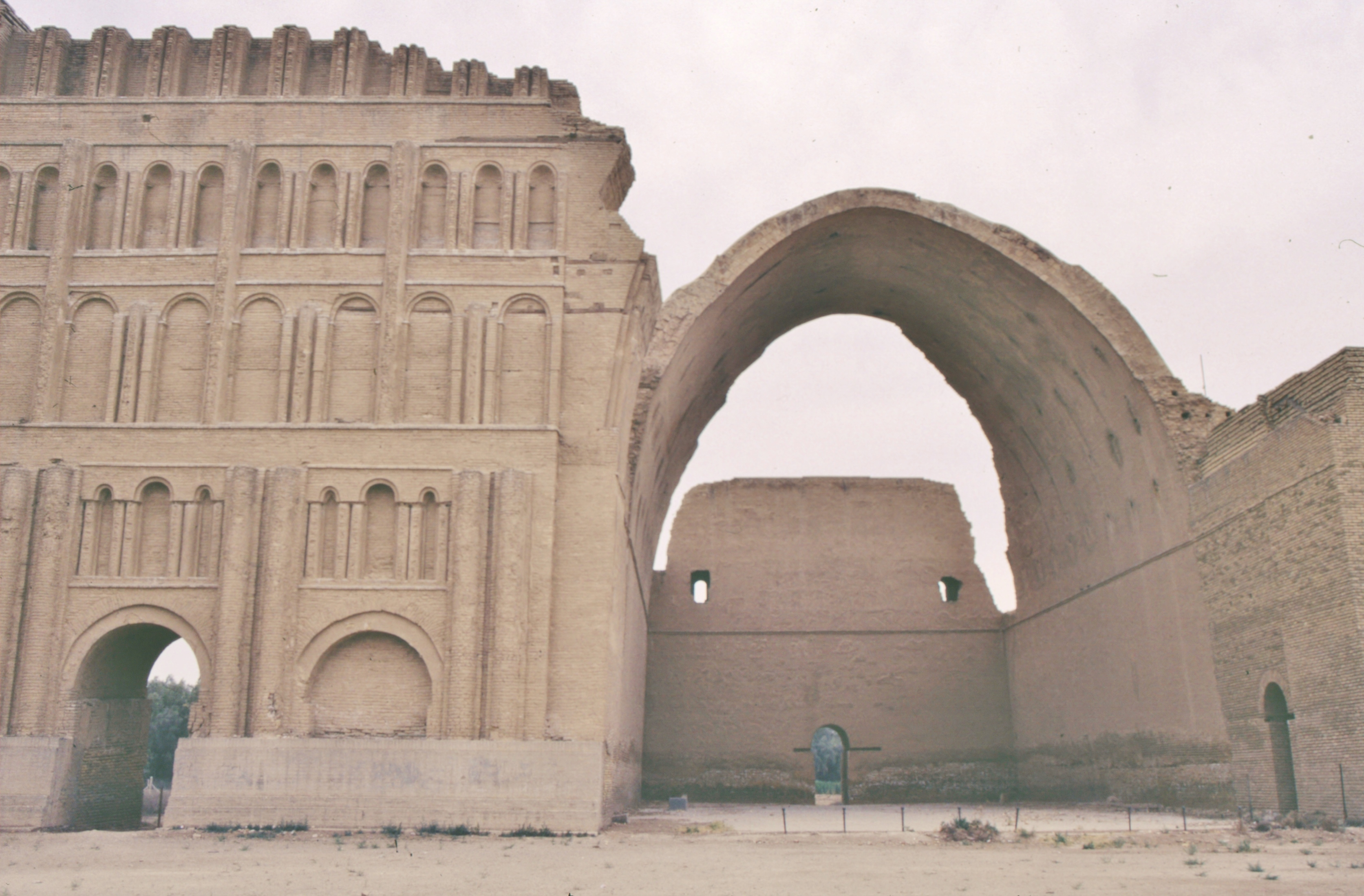
Vista de las ruinas del palacio imperial de Ctesifonte

El Concilio de Seleucia-Ctesifonte, también llamado Concilio de Mar Isaac o Concilio de Isaac, fue un concilio de la Iglesia del Oriente celebrado en 410 en Seleucia-Ctesifonte, capital del Imperio sasánida. Fue convocado por el sahansah Yezdegard I y presidido por el obispo Isaac de Seleucia-Ctesifonte.

## Historia

### Antecedentes
El estado persa sasánida perseguía a los cristianos por temor a que su lealtad fuera para el Imperio romano, que bajo Constantino el Grande había legalizado el cristianismo, y con el que el Imperio sasánida estaba en guerra repetidamente. Sapor I (241-272), el segundo sahansah (rey de reyes) de la dinastía sasánida, había avanzado hasta Antioquía en 260, y tanto él como Sapor II deportaron hacia el este a gran parte de la población de los territorios invadidos para fortalecer la economía persa. La persecución fue más severa bajo Sapor II (309-379).
La Iglesia persa comenzó a organizarse c. 280 cuando Papa bar Gaggai fue consagrado como obispo de Seleucia-Ctesifonte, estableciendo cierto control de facto sobre la comunidad cristiana persa. Un concilio en 315 concedió a Papa el título de catolicós del Oriente.
Aunque la comunidad cristiana en Persia remonta su historia al siglo I, obtuvo por primera vez el reconocimiento estatal oficial cuando el sahansah Yezdegard I (399-421) adoptó una política de compromiso con el emperador romano de Constantinopla y con la minoría cristiana en su propio imperio. En 409 este rey sasánida de fe zoroástrica otorgó permiso a los cristianos para practicar su fe, permitiéndoles realizar sus ceremonias públicamente y reconstruir sus templos. Sin embargo, se les prohibió predicar a los no cristianos el zoroastrismo siguió siendo la religión oficial, y la apostasía de él se castigaba con la muerte.

### Desarrollo
A sugerencia del obispo Maruta enviado como negociador por el emperador Teodosio II, Yezdegard I convocó a un sínodo o concilio de obispos para organizar a los cristianos persas como una sola Iglesia.
El concilio, presidido por mar Isaac, obispo de Seleucia-Ctesifonte, organizó a los cristianos del Imperio en una Iglesia estructurada única, que se conoció como la Iglesia del Oriente. Dispuso además la adhesión de la Iglesia del Oriente a las decisiones del Concilio de Nicea I (325, al que había concurrido un obispo persa) y respaldó el símbolo de Nicea.
Sobre la base de los cánones del Concilio de Nicea I, y según el arreglo en las provincias civiles del Imperio romano, se establecieron seis provincias dentro del Imperio sasánida y algunas más fuera de este, con un solo obispo en cada diócesis y con un obispo que actuara como su jefe colectivamente a través del imperio. El obispo de Seleucia-Ctesifonte, a quien se hace referencia en las actas del concilio como el «gran metropolitano», pasó a tener autoridad como primado de toda la Iglesia del Oriente y por esa razón fue llamado (formalmente desde una fecha posterior) el «catolicós del Oriente». Esta decisión fue importante, ya que los cristianos del Imperio sasánida estaban muy desorganizados hasta ese momento y sufrían persecuciones, y además el nuevo líder era quien debía responder como responsable de los cristianos ante el sahansah.

## Provincias eclesiásticas
El concilio de 410 estableció seis provincias, que se conocieron como provincias del interior. Otras provincias, denominadas provincias exteriores, fueron reconocidas más lejos dentro del imperio e incluso más allá de él.
En orden de precedencia, las seis provincias del interior fueron:
1. Provincia patriarcal de Seleucia-Ctesifonte, situada en lo que ahora es el centro de Irak.
2. Provincia patriarcal de Beth Lapat, situada en el oeste de Irán.
3. Provincia patriarcal de Nísibis, situada en la frontera entre la actual Turquía e Irak.
4. Provincia patriarcal de Prat de Maishan, Basora, situada al sur de Irak.
5. Provincia patriarcal de Arbela, situada en Erbil, región del Kurdistán iraquí.
6. Provincia patriarcal de Karka de Beth Slokh, situada en Kirkuk, al noreste de Irak.